# Wybory parlamentarne w Albanii w 1997 roku
Wybory parlamentarne w Albanii w 1997 roku – przedterminowe wybory do albańskiego Zgromadzenia Ludowego XV kadencji, przeprowadzone 29 czerwca i 6 lipca 1997 roku. Zakończyły się zwycięstwem Socjalistycznej Partii Albanii, kierowanej przez Fatosa Nano.
Odbyły się zaledwie rok po poprzednich wyborach i były przejawem normalizacji sytuacji politycznej po katastrofie finansowej spowodowanej upadkiem funduszy piramidowych i anarchizacją kraju. 15 maja 1997 doszło do rozwiązania parlamentu wybranego w lipcu 1996 i rozpisania nowych wyborów. Kampania przed wyborami przebiegała nadal w atmosferze zagrożenia działalnością uzbrojonych grup przestępczych. Przedstawiciele Demokratycznej Partii Albanii skarżyli się wielokrotnie, że w opanowanej przez socjalistów południowej części kraju uniemożliwia się im normalne prowadzenie kampanii. Przebieg wyborów nadzorowali żołnierze z sił międzynarodowych biorących udział w operacji Alba. Mimo ich obecności dochodziło do aktów przemocy. W Fierze został zastrzelony przewodniczący komisji wyborczej.
Zgodnie z nową ordynacją wyborczą, uchwaloną 16 maja 1997 w parlamencie było do podziału 155 mandatów, w tym 115 przypadało zwycięzcom okręgów jednomandatowych. Pozostałe 40 przydzielono partiom politycznym, proporcjonalnie do uzyskanego wyniku. Wybory zakończyły się sukcesem Socjalistycznej Partii Albanii, która zdobyła 52,9% ważnych głosów – dało jej to 78 mandatów w okręgach i kolejne 22 z podziału mandatów na szczeblu centralnym. Drugie miejsce zajęła Demokratyczna Partia Albanii, która zdobyła 16 mandatów w okręgach i 11 z podziału. Sytuacją wyjątkową w historii albańskich wyborów było uzyskanie mandatów przez jedenaście ugrupowań politycznych.
Do urn wyborczych udało się 72,56% uprawnionych do głosowania, czyli 1 412 929 osób. W nowym parlamencie zasiadało 8 kobiet (5,16% ogółu deputowanych). Przewodniczącym parlamentu został Skënder Gjinushi.

## Oficjalne wyniki
|  | Komitet Wyborczy                    | Liczba oddanych głosów | Liczba mandatów |
|  | ----------------------------------- | ---------------------- | --------------- |
|  | Socjalistyczna Partia Albanii       | 693 973                | 100             |
|  | Demokratyczna Partia Albanii        | 326 647                | 27              |
|  | Socjaldemokratyczna Partia Albanii  | 34 284                 | 9               |
|  | Partia Unii na rzecz Praw Człowieka | 37 251                 | 4               |
|  | Partia Ruchu Legaliteti             | 42 313                 | 2               |
|  | Partia Demokratycznego Sojuszu      | 35 892                 | 2               |
|  | Republikańska Partia Albanii        | 31 696                 | 2               |
|  | Pozostałe ugrupowania               | 210 873                | 4               |
|  | Razem                               | 1 412 929              | 155             |